# منیزیم سیلیسید
منیزیم سیلیسید (به انگلیسی: Magnesium silicide) یک ترکیب شیمیایی با شناسه پاب‌کم ۸۹۸۵۸ است. 